# Melancia quadrada

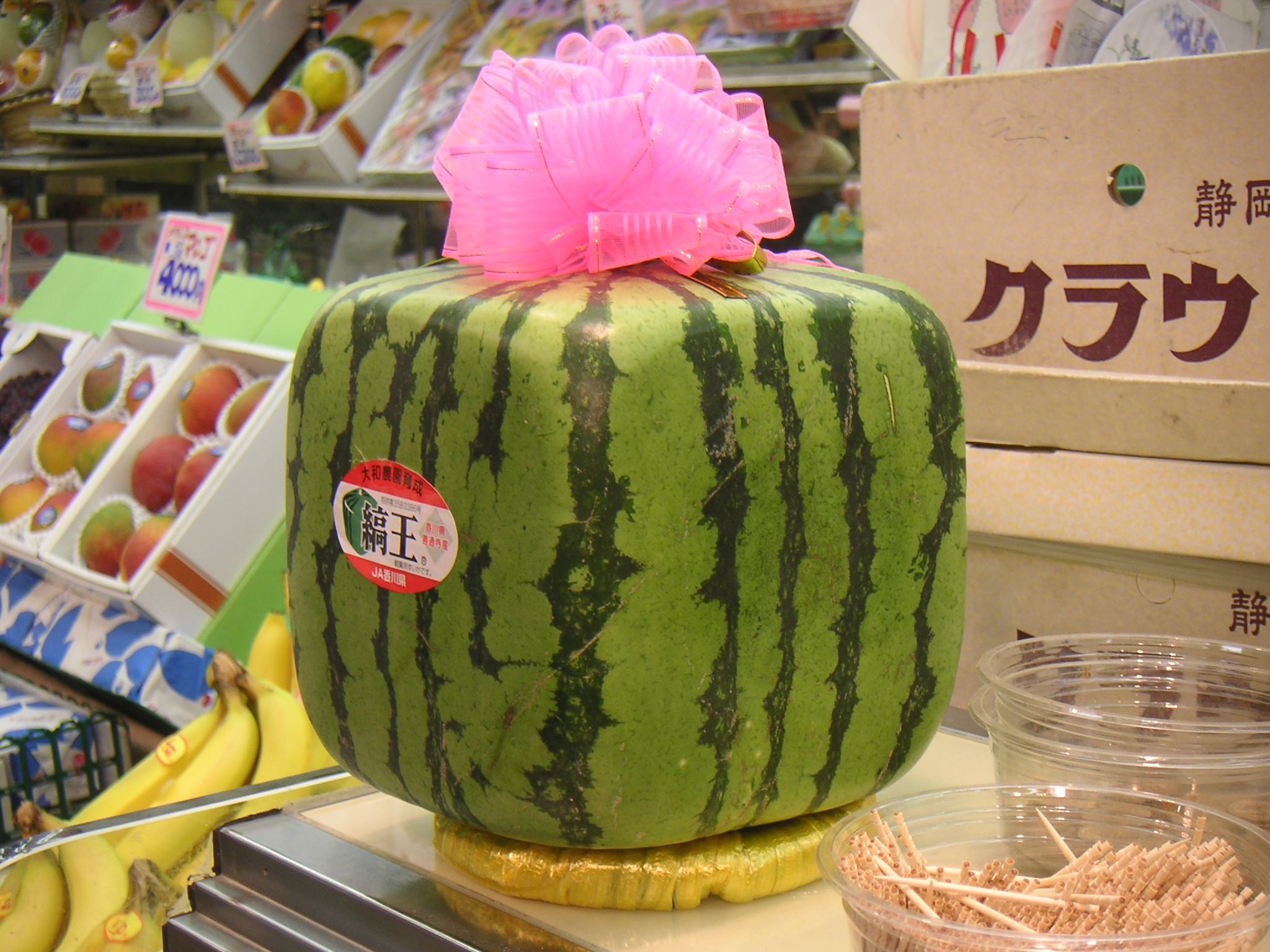
Melancia quadrada no Japão

A melancia quadrada tem suas origens há cerca de 30 anos, com o bom êxito obtido por alguns agricultores da região de Shikoku, Japão. Mas sua divulgação veio através dos meios de comunicação, há aproximadamente 9 anos, com a ideia de produção e importação – para todo o país – do agricultor da cooperativa agrícola de Zintsuji (Kagawa), situada também na região de Shikoku, Takashi Yamashita, quando descobriu que muitos lugares do Japão não comercializavam melancias por não terem espaço para armazená-las, pois são enormes e redondas.

## Produção e valores das vendas
Para obter a forma quadrada da melancia, os frutos em fase de crescimento, ainda plantados, são colocados em fôrmas quadradas de vidro, sendo forçados a crescerem e tomarem essa forma.
Porém na busca do aperfeiçoamento a melancia quadrada perdeu seu sabor doce, e devido isso o produto tem mais uma finalidade decorativa, pois pode ser conservada durante aproximadamente um ano e meio.
Por isso, no Japão o preço da unidade é de ¥ 13 mil, incluindo o frete. Nos Estados Unidos, ela chega a valer US$ 90 cada, sendo que a melancia tradicional é vendida por US$ 10 . Se fosse vendida no Brasil, essa melancia custaria em torno de R$ 40, enquanto o preço médio da original gira em torno de R$ 5 a R$ 10 dependendo o tamanho.

## Produção da melancia quadrada no Brasil
Deixando de ser exclusivamente produção japonesa, a melancia quadrada passou a ser também produzida no Brasil, os agricultores Icapuí, interior do Ceará investiram na novidade. Eles cultivam a fruta normal, só que seu formato diferenciado, não é a única divergência, a melancia é geneticamente modificada, por isso não há sementes. Os lucros e as expectativas de vendas, foram elevadas, sendo os produtos exportados ao mercado europeu.
Para conseguir o formato quadrado, assim que nascem as melancias são colocadas em fôrmas importadas da Coréia do Sul feitas de alumínio e de plástico resistente, como não há espaço livre para a fruta crescer, os moldes delimitam e adquirem tal formato.